# Wilsonville (Alabama)
Wilsonville – miasto w Stanach Zjednoczonych, w stanie Alabama, w hrabstwie Shelby. W roku 2023 miasto zamieszkiwało 1926 osób, a gęstość zaludnienia wynosiła 67,8 osoby/km².